# Sachdaten
Im Zusammenhang mit Raumbezogenen Informationssystemen, wie Geo- oder Landinformationssystemen, sind Sachdaten, im Gegensatz zu den Geodaten (Geobasis- bzw. Geofachdaten), beigefügte Daten ohne geometrischen Bezug.
Sachdaten können numerische oder alphanumerische Beschreibungen von Sachverhalten sein. Sie werden auch Attribute oder thematische Daten genannt und sind den raumbezogenen Geodaten zugeordnet.
Generell sind Sachdaten eine Ergänzung zu Geodaten, über welche die Inhalte eines Raumbezogenen Informationssystems räumlich referenziert sind.

## Beispiel
Informationen über die Art des Straßenbelags (Asphalt, Beton, Schotter) sind Sachdaten. Diese Information besitzt keinen geometrischen Bestandteil und bekommt erst durch die Zuordnung zu Geodaten, wie z. B. zu einer durch ihre räumliche Lage nachgewiesene Straße, einen Raumbezug.